# سلسلة الأميركيين المتميزين
سلسلة الأميركيين المتميزين هي مجموعة من الطوابع النهائية التي أصدرتها الخدمة البريدية للولايات المتحدة والتي بدأت في عام 2000 بطابع بقيمة 10 سنتات يصور جوزف ستيلويل. إن تصميمات الأعداد التسعة الأولى تذكرنا بسلسلة أمريكيون عظماء السابقة ولكنها أقل صرامة. إصدرت الأعداد التسعة الأولى بخطوط سوداء على خلفية بيضاء ولكن في عام 2008 مع إصدار جيمس أ. ميتشنر (#10)، أضافت هيئة البريد الأمريكية تدرجات الألوان. مثل سلسلة أمريكيون عظماء كانت أبعاد الأعداد الاثني عشر الأولى 0.84 بوصة × 0.99 بوصة إجمالاً وقد صممها مارك سامرز من ووتر داون أونتاريو. في عام 2011 مع طابع هواية أوفيتا كولب انتقلت السلسلة إلى تنسيق أكبر مع صور ملونة بالكامل وخلفيات ملونة.
طابع رودولف لعام 2004 هو الطابع الوحيد في السلسلة الذي أُصدر في شكل ورقة (لوحة) وكتيب. يوجد اختلافات في الثقب في إصدار كاراواي لعام 2001 وإصدارات فيربير لعامي 2002-2003.
تتضمن الطوابع الصادرة في هذه السلسلة ما يلي (الرتبة وتاريخ الإصدار والفئة والشخص المصور):
1. 2000 24 أغسطس. 10 سنتات. الجنرال جوزيف دبليو ستيلويل.[1]
2. 2000 7 سبتمبر. 33 سنتًا. السيناتور كلود بيبر.
3. 2001 21 فبراير. 76 سنتًا. السناتور هاتي دبليو كارواي.
4. 2002 29 يوليو. 83 سنتًا. المؤلفة إيدنا فيربر. أعيد إصدارها في عام 2003 بفتحات 11¼ × 11¼.
5. 2004 14 يوليو. 23 سنتًا. الرياضية ويلما رودولف[6]
6. 2006 9 مارس. 63 سنتًا. العالم الطبي جوناس سالك.
7. 2006 9 مارس. 87 سنتًا. عالم الفيروسات ألبرت سابين.
8. 2007 13 يونيو. 58 سنتًا. السناتور مارغريت تشيس سميث.[7]
9. 2007 13 يونيو. 75 سنتًا. المؤلف هارييت بيتشر ستو.[8]
10. 2008 12 مايو. 59 سنتًا. المؤلف جيمس أ. ميتشنر.[9]
11. 2008 12 مايو. 76 سنتًا. الطبيب إدوارد ترودو.[9]
12. 2009 15 مايو. 78 سنتًا. المحسنة ماري لاسكر.[10]
13. 2011 15 أبريل. 84 سنتًا، بريد من الدرجة الأولى، طابع بريدي بقيمة ثلاث أونصات. سيدة الدولة أوفيتا كولب هواية.[11]
14. 2012 26 أبريل. إلى الأبد.[1] الممثل خوسيه فيرير.[12]
15. 13 مارس 2014. 70 سنتًا، بريد من الدرجة الأولى، طابع بريدي بوزن أونصتين. الطيار سي ألفريد "تشيف" أندرسون.[13]
16. 11 أبريل 2017. 70 سنتًا، بريد من الدرجة الأولى، طابع بريدي بسعر أونصتين. مدرس ورائد دراسات الصم روبرت بانارا.[14][15]